# Mais Além - Ao Vivo
Mais Além - Ao Vivo é o segundo álbum ao vivo solo do cantor Alexandre Pires, lançado no final de 2010. O CD/DVD é uma superprodução dirigida pela concorrida Joana Mazzucchelli. O show foi gravado no Rio de Janeiro marcando a estréia da turnê do álbum "Mais Além". Além das canções que foram destaques do último CD (Eu Sou o Samba, Quem é Você, Erro Meu), desfilam grandes hits de seus 20 anos de carreira, como Mineirinho, Sai da Minha Aba e Pode Chorar. Procuro dosar as inéditas e os hits" - esclarece o artista - "O público também quer ouvir aquelas antigas que marcaram suas vidas".

## Singles
"Sissi" é o primeiro single do álbum. A canção esteve presente na versão de estúdio e foi lançada como single na versão ao vivo em fevereiro de 2011. A canção estreou na posição #90 no Hot 100 Brasil.
"Se Quer Saber" é o segundo single do álbum. É uma regravação do cantor Maurício Manieri e foi lançada em julho de 2011.

## Faixas

### CD
1. Eu Sou O Samba
2. Pode Chorar
3. Você Não Vai Escapar / Música Incidental: Sexual Healing
4. Mineirinho
5. Cigano
6. Sissi
7. Se Quer Saber
8. Vou Viver A Vida
9. Quem É Você?
10. Erro Meu
11. Mais Além
12. Sem Pensar
13. Medley Espanhol 1: Usted Se Me Llevo La Vida / Necessidade / É Por Amor
14. Medley Espanhol 2: Bum Bum Bum / A Musa das Minhas Canções / Vem Me Amar

### DVD
1. Abertura / Pode Chorar
2. Você Não Vai Escapar / Música Incidental: Sexual Healing
3. Mineirinho
4. Cigano
5. Tira Ela de Mim
6. A Deus Eu Peço
7. Depois do Prazer
8. Dessa Vez Eu Me Rendo
9. Se Quer Saber
10. Vou Viver A Vida
11. Sissi
12. Quem É Você?
13. Eu Sou O Samba
14. Erro Meu
15. Mais Além
16. Sem Pensar
17. Medley Espanhol: Usted Se Me Llevo La Vida / Necessidade / É Por Amor / Bum Bum Bum / A Musa das Minhas Canções / Vem Me Amar
18. Custe O Que Custar
19. Só Por Um Momento
20. Sai da Minha Aba
21. Medley Tim Maia: Sossego / Do Leme Ao Pontal / Descobridor dos Sete Mares / Gostava Tanto de Você
22. Delírios de Amor
23. Encerramento (Eu Sou O Samba)